# Partit Socialista de la Regió de Múrcia
El Partit Socialista de la Regió de Múrcia (en castellà Partido Socialista de la Región de Murcia; PSRM-PSOE) és la federació del PSOE a la Regió de Múrcia.

## Història
El PSRM va governar la Comunitat Autònoma de la Regió de Múrcia entre els anys 1979 i 1995. Durant els setze anys de govern, tres persones van ocupar la presidència de la Regió de Múrcia: Andrés Hernández Ros (1979-1984), Carlos Collado Mena (1984-1993) i Maria Antònia Martínez García (1984-1984; interina, 1993-1995).
Amb la sortida del govern al 1995, van començar les majories absolutes del Partit Popular de la Regió de Múrcia, fins al 2015 quan ho van fer en minoria i a partir de 2019 en coalició. Tanmateix, el PSRM continua a l'oposició.

## Resultats electorals

### Assemblea Regional
| Any  | Líder                  | Vots    | %      | #  | Escons  | +/– | Govern   |
| ---- | ---------------------- | ------- | ------ | -- | ------- | --- | -------- |
| 1983 | Andrés Hernández Ros   | 238,968 | 52.23% | 1r | 26 / 43 | —   | Majoria  |
| 1987 | Carlos Collado         | 221,377 | 43.71% | 1r | 25 / 45 | 1   | Majoria  |
| 1991 | Carlos Collado         | 234,421 | 45.27% | 1r | 24 / 45 | 1   | Majoria  |
| 1995 | María Antonia Martínez | 200,133 | 31.74% | 2n | 15 / 45 | 9   | Oposició |
| 1999 | Ramón Ortiz            | 219,798 | 35.91% | 2n | 18 / 45 | 3   | Oposició |
| 2003 | Ramón Ortiz            | 221,392 | 34.11% | 2n | 16 / 45 | 2   | Oposició |
| 2007 | Pedro Saura            | 207,998 | 32.00% | 2n | 15 / 45 | 1   | Oposició |
| 2011 | Begoña García Retegui  | 155,506 | 23.88% | 2n | 11 / 45 | 4   | Oposició |
| 2015 | Rafael González Tovar  | 153,231 | 23.95% | 2n | 13 / 45 | 2   | Oposició |
| 2019 | Diego Conesa           | 212,600 | 32.47% | 1r | 17 / 45 | 4   | Oposició |
| 2023 | José Vélez             | 171,271 | 25.60% | 2n | 13 / 45 | 4   | Oposició |

### Corts Generals
| Any       | Regió de Múrcia | Regió de Múrcia | Regió de Múrcia | Regió de Múrcia | Regió de Múrcia | Regió de Múrcia | Regió de Múrcia |
| Any       | Congrés         | Congrés         | Congrés         | Congrés         | Congrés         | Senat           | Senat           |
| Any       | Vots            | %               | #               | Diputats        | +/–             | Senadors        | +/–             |
| --------- | --------------- | --------------- | --------------- | --------------- | --------------- | --------------- | --------------- |
| 1977      | 155,871         | 34.93%          | 2n              | 4 / 8           | —               | 0 / 4           | —               |
| 1979      | 178,621         | 39.15%          | 1r              | 4 / 8           | =               | 3 / 4           | 3               |
| 1982      | 270,552         | 50.76%          | 1r              | 5 / 8           | 1               | 3 / 4           | =               |
| 1986      | 261,922         | 48.85%          | 1r              | 5 / 8           | =               | 3 / 4           | =               |
| 1989      | 256,107         | 46.06%          | 1r              | 5 / 9           | =               | 3 / 4           | =               |
| 1993      | 253,324         | 38.59%          | 2n              | 4 / 9           | 1               | 1 / 4           | 2               |
| 1996      | 266,738         | 37.99%          | 2n              | 3 / 9           | 1               | 1 / 4           | =               |
| 2000      | 217,179         | 32.38%          | 2n              | 3 / 9           | =               | 1 / 4           | =               |
| 2004      | 252,246         | 35.00%          | 2n              | 3 / 9           | =               | 1 / 4           | =               |
| 2008      | 251,822         | 32.85%          | 2n              | 3 / 10          | =               | 1 / 4           | =               |
| 2011      | 154,225         | 20.99%          | 2n              | 2 / 10          | 1               | 1 / 4           | =               |
| 2015      | 147,883         | 20.32%          | 2n              | 2 / 10          | =               | 1 / 4           | =               |
| 2016      | 144,937         | 20.31%          | 2n              | 2 / 10          | =               | 1 / 4           | =               |
| 2019 (I)  | 190,540         | 24.77%          | 1r              | 3 / 10          | 1               | 2 / 4           | 1               |
| 2019 (II) | 177,154         | 24.78%          | 3r              | 3 / 10          | =               | 0 / 4           | 2               |
| 2023      | 189,210         | 25.30%          | 2n              | 3 / 10          | =               | 1 / 4           | 1               |

### Parlament Europeu
| Any  | Regió de Múrcia | Regió de Múrcia | Regió de Múrcia |
| Any  | Vots            | %               | #               |
| ---- | --------------- | --------------- | --------------- |
| 1987 | 229,984         | 45.41%          | 1r              |
| 1989 | 208,277         | 48.18%          | 1r              |
| 1994 | 170,300         | 30.97%          | 2n              |
| 1999 | 222,743         | 36.37%          | 2n              |
| 2004 | 168,050         | 36.36%          | 2n              |
| 2009 | 139,897         | 29.83%          | 2n              |
| 2014 | 88,617          | 20.73%          | 2n              |
| 2019 | 206,015         | 31.95%          | 1r              |
| 2024 | 130,447         | 25.10%          | 2n              |

## Líders del PSRM-PSOE
|     | Secretari general      | Mandat          |
| --- | ---------------------- | --------------- |
| 1.  | Andrés Hernández Ros   | 1978-1984       |
| 2.  | Enrique Amat           | 1984-1988       |
| 3   | Carlos Collado         | 1988-1991       |
| 4.  | Juan Manuel Cañizares  | 1991-1996       |
| 5.  | María Antonia Martínez | 1996-2000       |
| 6.  | Ramón Ortiz            | 2000-2003       |
| 7.  | Francisco Abellán      | 2003-2004       |
| 8.  | Pedro Saura            | 2004-2012       |
| 9.  | Rafael González Tovar  | 2012-2017       |
| 10. | Diego Conesa           | 2017-2021       |
| 11. | José Vélez             | 2021-2025       |
| 12. | Francisco Lucas Ayala  | 2025-actualidad |